# Summer of '69
«Summer of '69» (en español: «Verano del 69») es una canción del músico canadiense Bryan Adams, siendo una de sus canciones más reconocidas y considerada la canción insignia del mismo.

## Contenido
La canción pertenece al cuarto álbum de Bryan Adams, titulado Reckless, lanzado en 1984. El sencillo obtuvo varios reconocimientos y llegó a ubicarse en el puesto número 5 del Billboard Top 100. Además la canción ha tenido un resurgimiento y se ha convertido posteriormente en un éxito de ventas en todo el mundo. En 2006 se ubicó en el puesto número 1 en los mejores rankings de Canadá, 22 años después de haber sido lanzada.
El cantante manifestó en su antología en 2004 que nada tiene que ver el tema con el año 1969, ya que tan solo tenía 10 años en ese entonces, sino que posee un doble sentido, haciendo una referencia a la posición sexual llamada "69". En el vídeo muestra dos realidades diferentes en blanco y negro en el año de 1969 y la actualidad en la cual relata a su psicólogo lo sucedido.

## Posicionamiento en listas
| Listas                    | Posiciones |
| ------------------------- | ---------- |
| US Billboard Hot 100      | 5          |
| US Mainstream Rock Tracks | 40         |
| Canadian Singles Chart    | 11         |
| UK Singles Chart          | 42         |
| Irish Singles Chart       | 18         |
| Swedish Singles Chart     | 13         |
| Austrian Singles Chart    | 15         |
| German Singles Chart      | 62         |
| Norwegian Singles Chart   | 9          |